# نبرد مشیک
نبرد مَشیک نام نبردی بود که در بازهٔ زمانی ۱۳ ژانویه تا ۱۴ مارس ۲۴۴ میلادی میان ایران ساسانی و امپراتوری روم در میان‌رودان درگرفت. این نبرد با پیروزی ایرانیان به انجام رسید.
در ۲۴۳ میلادی گوردیان سوم به ایران تاخت. در این نبرد که در شهری به نام مشیک در نزدیکی فلوجهٔ کنونی رخ داد، رومیان از ایرانیان شکست سختی خوردند. دربارهٔ اینکه گوردیان در جریان نبرد کشته ‌شد یا پس از جنگ به دست سربازان خود از میان رفت اختلاف دیدگاه وجود دارد. ذکر این نبرد در سنگ‌نوشتهٔ سه‌زبانهٔ شاپور یکم در نقش رستم آمده‌است که گودریان با گردآوری سپاهی شامل رومی ها ، گوت ها و آلمانی ها به مرزهای ایرانشهر در آسورستان تاخت و پس از نبردی سخت، از ایرانیان شکست خورد . به افتخار این پیروزی نام شهر مشیک به پیروزشاپور تغییر یافت.
منابع رومی در کل شکست رومیان را تکذیب می‌کنند و دلیل عقب‌نشینی لشکریان روم را ترور گوردیان به دست فیلیپ عرب می‌دانند.